# Pachydactylus amoenus
Pachydactylus amoenus — вид геконоподібних ящірок родини геконових (Gekkonidae). Ендемік Південно-Африканської Республіки.

## Поширення і екологія
Pachydactylus amoenus мешкають в регіоні Малого Намакваленду на заході Північнокапської провінції, можливо, також на півдні Намібії. Вони живуть в сухих чагарникових заростях, серед піщаного ґрунту.